# غونل بكين شاه قولوبي
غونُل بَكين شاه قولوبَي (بالتركية: Gönül Bekin Şahkulubey)‏, (ولدت: 18 يونيو 1970, في ماردين, تركيا) سياسية تركية. ونائب سابق في البرلمان التركي لأكثر من دورة ممثلة عن حزب العدالة والتنمية.